# Trentepohlia zambesiae
Trentepohlia zambesiae är en tvåvingeart som först beskrevs av Alexander 1912.  Trentepohlia zambesiae ingår i släktet Trentepohlia och familjen småharkrankar. Inga underarter finns listade i Catalogue of Life.